# Serie A 1952 (baseball)
La Serie A 1952 è stata la 5ª edizione del torneo di primo livello del campionato italiano di baseball. 
Lo scudetto è stato conquistato dal Nettuno 1945 per la seconda volta nella sua storia.

## Formula
La competizione fu strutturata su un girone unico all'italiana con gare di andata e ritorno tra le dieci squadre partecipanti.

## Squadre partecipanti
| Club                    | Città                    | Impianto | Stagione precedente          |
| ----------------------- | ------------------------ | -------- | ---------------------------- |
| Ambrosiana              | Milano                   |          | 8º in Serie A 1951           |
| Calze Verdi Casalecchio | Casalecchio di Reno (BO) |          | 1º in Serie B 1951, promosso |
| CUS Milano              | Milano                   |          | 7º in Serie A 1951           |
| Firenze                 | Firenze                  |          | 5º in Serie A 1951           |
| Lazio                   | Roma                     |          | 3º in Serie A 1951           |
| Libertas Bologna        | Bologna                  |          | 4º in Serie A 1951           |
| Libertas Inter          | Milano                   |          | 6º in Serie A 1951           |
| Libertas Roma           | Roma                     |          | 2º in Serie A 1951           |
| Monza                   | Monza (MI)               |          | 9º in Serie A 1951           |
| Nettuno 1945            | Nettuno (RM)             |          | 1º in Serie A 1951           |

## Stagione

### Classifica finale
|  | Pos. | Squadra                 | G  | V  | P  | PCT  | GB   |
|  | ---- | ----------------------- | -- | -- | -- | ---- | ---- |
|  | 1.   | Nettuno 1945            | 18 | 16 | 2  | .889 | -    |
|  | 2.   | Libertas Roma           | 18 | 16 | 2  | .889 | -    |
|  | 3.   | Libertas Bologna        | 18 | 12 | 6  | .667 | 4,0  |
|  | 4.   | Monza                   | 18 | 10 | 8  | .556 | 6,0  |
|  | 5.   | Lazio                   | 18 | 9  | 9  | .500 | 7,0  |
|  | 6.   | Libertas Inter          | 18 | 8  | 10 | .444 | 8,0  |
|  | 7.   | Firenze                 | 18 | 7  | 11 | .389 | 9,0  |
|  | 8.   | CUS Milano              | 18 | 6  | 12 | .333 | 10,0 |
|  | 9.   | Ambrosiana              | 18 | 5  | 13 | .278 | 11,0 |
|  | 10.  | Calze Verdi Casalecchio | 18 | 1  | 17 | .056 | 15,0 |

Legenda:
      Campione d'Italia.
      Retrocesso in Serie B.

## Spareggio scudetto
| 1952 | Nettuno 1945 | 12 – 2 | Libertas Roma |  |

## Spareggio retrocessione
| 1952 | Ambrosiana | L – W | Calze Verdi Casalecchio |  |